# Santuario del Sagrado Corazón
El Santuario del Sagrado Corazón es una parroquia católica fundada en 1899 y ubicada en el vecindario de Mount Pleasant / Columbia Heights de Washington D. C. La parroquia es un gran edificio con cúpula, de estilo bizantino, que se inspira en la catedral de Ravena, Italia.
La iglesia actual es en realidad la segunda que sede con la que ha contado la comunidad del Santuario del Sagrado Corazón. Su primera sede había sido construida con ladrillo rojo y se inauguró en 1901, mientras que la estructura actual data de 1922. Ambos edificios estuvieron muy influidos por el movimiento arquitectónico de City Beautiful, que imperó en Washington entre 1901 y 1910.
En un principio, la parroquia formaba parte de la Arquidiócesis de Baltimore, hasta que se estableció la diócesis de Washington en 1923. Más tarde, en 1939, la diócesis fue elevada a arquidiócesis.

## Historia
La iglesia está localizada en el número 3211 de Sacred Heart Way (anteriormente llamada Pine Street, NW), ubicado casi entre las regiones de Mt. Pleasant y Columbia Heights, ambas pertenecientes al Distrito de Columbia, justo al lado de la Calle 16 Noroeste. Durante mucho tiempo, tras los disturbios de 1968, ha habido una especie de línea divisoria en Washington, que dividía la ciudad en dos zonas raciales, que convivían con gran tensión.
La parroquia original estaba ubicada en la esquina entre la Calle 14 y Park Road, al noroeste (actual lugar del Teatro Tivoli), y la iglesia actual fue inaugurada en el año de 1920. El edificio fue diseñado por la agencia de arquitectura Murphy & Olmsted, y el escultor arquitectónico fue John Joseph Earley. Al diseño se le añadió la innovadora técnica de Earley, que embellece el concreto al infundir una mezcla con piedras de cuarzo fragmentadas: después de raspar la superficie del concreto durante el secado, expondría aún más las piedras a medida que el concreto se fragua. Esta misma técnica se puede apreciar en la obra de Earley en Meridian Hill Park, a media milla al sur. Esta técnica se la conoce hoy en día como La Técnica Mo-Sai.
La tradición local sostiene que la iglesia fue construida por impulso en la calle 16 porque la calle albergaba muchas iglesias principales de denominación protestante, cuyos líderes se oponían a la idea de que una iglesia católica romana se levantase entre ellos, en la calle 16, en donde durante mucho tiempo había habido sólo instituciones religiosas de alto perfil en Washington. La población local también cuenta una historia similar, aún sin verificar, sobre la mansión y la propiedades cerca de la iglesia: según dicha leyenda urbana, cerca hay una sucursal del Departamento de Recreación de DC, supuestamente porque un antiguo propietario la donó a la ciudad, por temor a que eventualmente cayese en manos católicas si se vendiera a algún otro propietario privado.

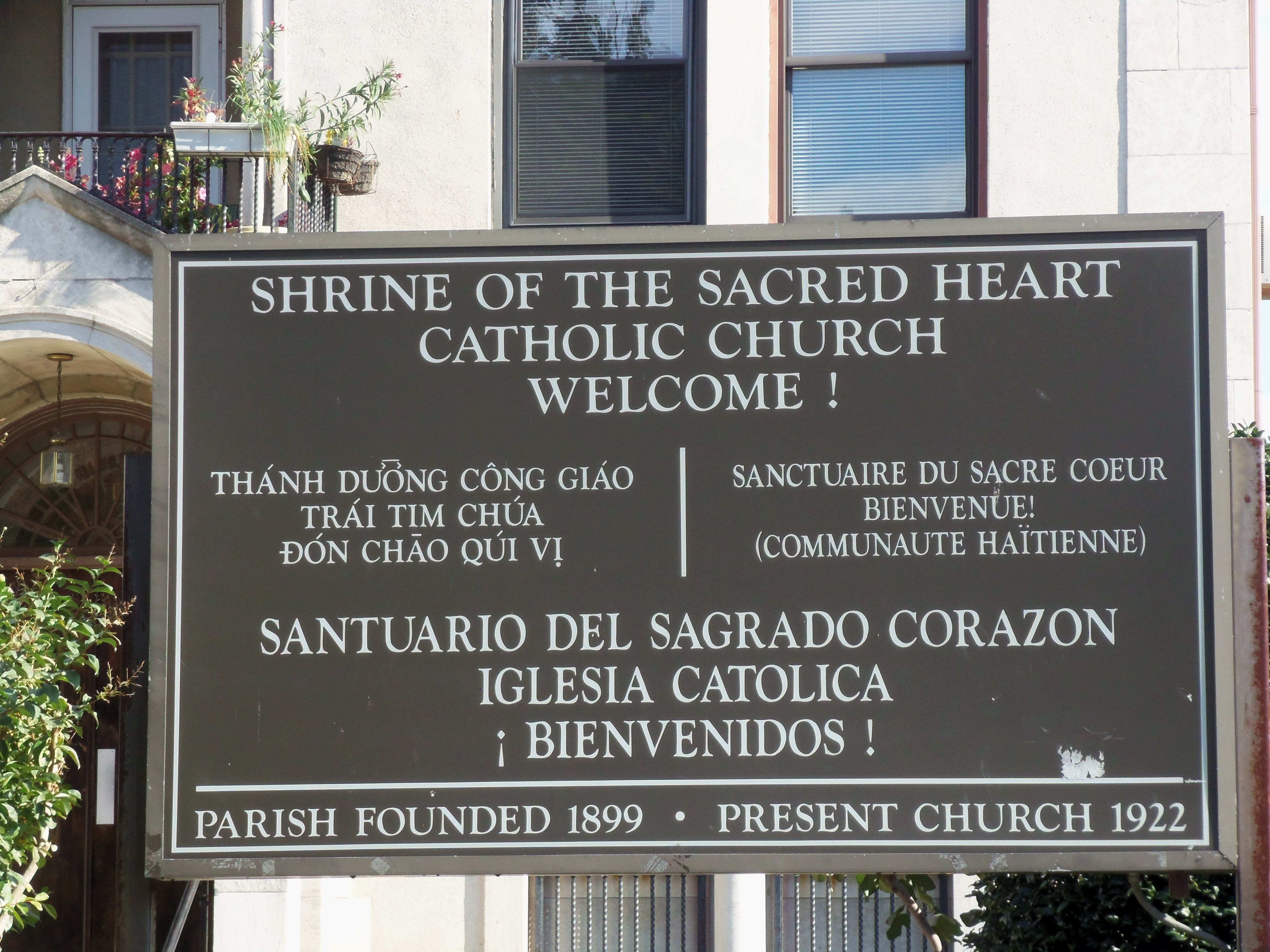
Signo multilingüe del Sagrado Corazón

Aunque la iglesia fue construida gracias a adinerados patrocinadores, quienes afirmaban que habían recaudado los fondos en tres semanas, en la actualidad la congregación engloba a muchas familias inmigrantes de bajos ingresos, en su enorme mayoría hispanos, con una peculiar concentración de salvadoreños-estadounidenses. En la parroquia se celebran de forma regular misas en cinco idiomas: español, portugués, inglés, criollo haitiano y vietnamita. Para las misas de vigilia en Jueves Santo, Pascua y Navidad, la iglesia anima a todas las comunidades a celebrar juntas y la misa de vigilia se oficia en cuatro idiomas.
La iglesia es administrada por sacerdotes de la Orden Franciscana Capuchina. El pastor actual es el Padre Emilio Biosca Agüero, de la Orden de los Hermanos Menores Capuchinos (OHMC). En julio de 2010, el Padre Stephen Carter anunció que sería sucedido como pastor por el Padre Moisés, y tras su instalación, Villalta se convirtió en el primer pastor salvadoreño-estadounidense en la historia de la diócesis.
Entre el clero que había formado parte de la parroquia, se encuentra el ya difunto diácono James W. Quander, miembro de una de las familias afroamericanas más antiguas documentadas: pertenecía a la primera clase de diáconos permanentes en la Arquidiócesis de Washington (o en cualquier otro lugar). Incluso fue uno de los jóvenes diabéticos que más vivió en el país. Esta enfermedad, también conocida como diabetes tipo 1, le fue diagnosticada cuando tenía apenas 5 años. En el año de 1925, fue uno de los primeros en utilizar la insulina. Los hijos del diácono James W. Quander y la Sra. Quander fueron los primeros estudiantes afroamericanos en ser admitidos en la Escuela del Sagrado Corazón.

## Cultura

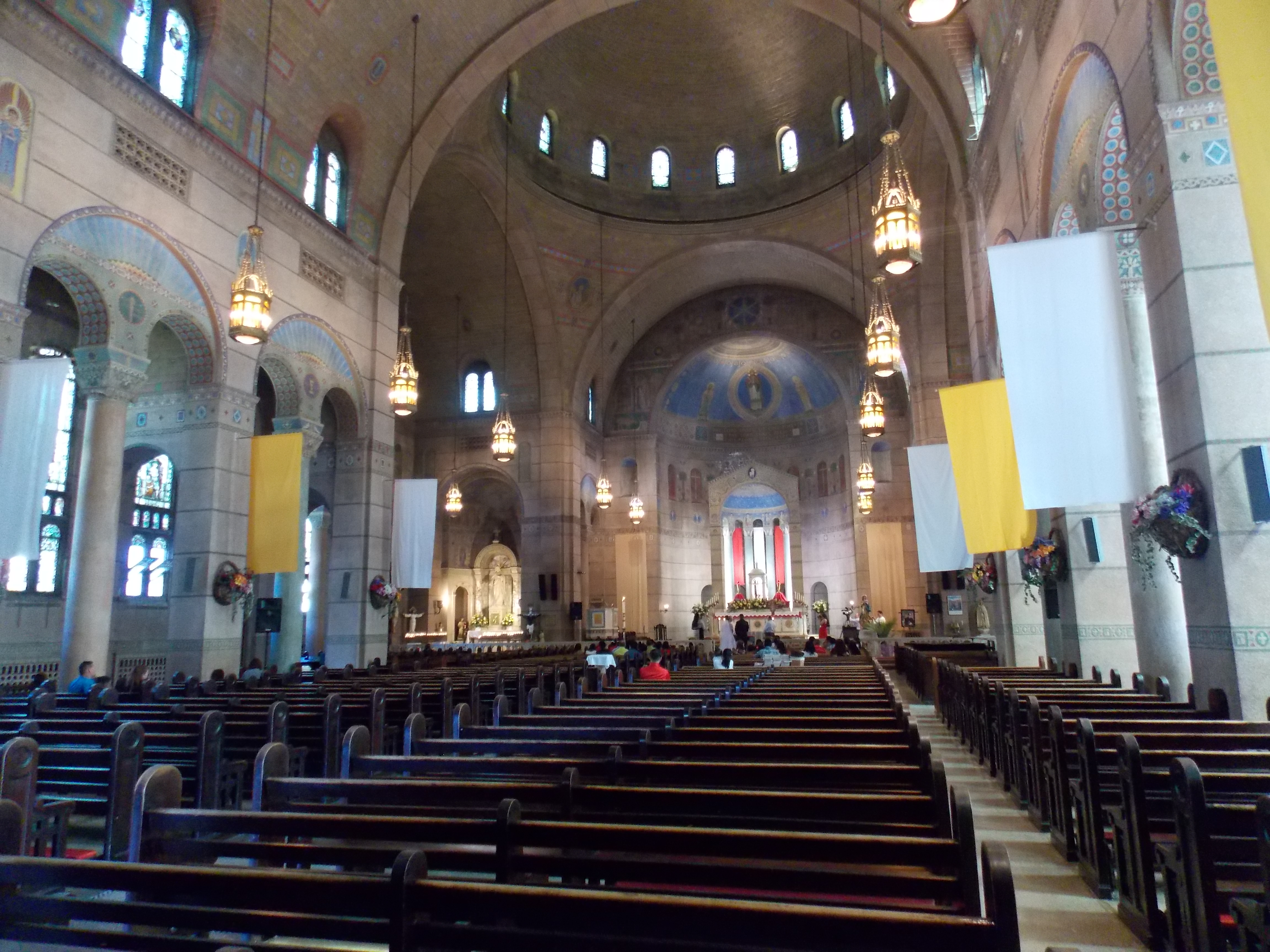
Interior del santuario

La parroquia tiene una larga historia de ministerio de justicia social y ha sido frecuentemente anfitriona de la Misa laboral del Distrito en la Fiesta de San José Obrero, además de organizar el programa de ayuda a personas sin techo del Hermano Pedro y el programa del Banquete del Santuario de la Sagrada Corazón (Shrine of the Sacred Heart Dinner Program), y también está afiliada a organizaciones de servicios sociales locales como el Centro Católico Español y el Consejo de Vecinos. La parroquia alberga grandes consagraciones a Nuestra Señora de Guadalupe (el Sagrado Corazón celebra un día de fiesta en su honor el 12 de diciembre para toda la arquidiócesis) y a San Óscar Romero, el arzobispo mártir de San Salvador; sin embargo, el movimiento para beatificar y posiblemente canonizar a Romero quedó estancado hasta mayo de 2013 al parecer, cuando el postulador de su caso anunció que estaba "desbloqueado". Finalmente, se logró que Romero fuese canonizado en octubre de 2018.
Hay docenas de banderas que cuelgan de la buhardilla del coro de la iglesia y que representan las muy variadas patrias de origen de los miembros de la congregación.

## Escuela Sagrado Corazón
La iglesia tiene una escuela parroquial, que imparte enseñanzas desde preescolar hasta octavo grado, aunque ya no conserva el control en su totalidad de la institución. Durante la mayor parte de su historia, esta escuela estuvo a cargo de la congregación católica femenina de las Hermanas Dominicas de Sinsinawa, antes de cambiar gradualmente hacia una escuela atendida por laicos, como ocurrió con muchas escuelas católicas de finales del siglo XX. Entre los alumnos más famosos de esta escuela se encontraba la actriz Helen Hayes, muy renombrada como la "Primera Dama del Teatro Americano".
A fines del año de 1990, la iglesia confirmó que ya no era posible financiar de forma adecuada la escuela, un destino que compartió con varias parroquias del centro de la ciudad de Washington, a pesar de la constante continua popularidad de la educación católica, en una ciudad como Washington, que necesita alternativas a un sistema de escuelas públicas en apuros. En 1997, el entonces arzobispo James Cardinal Hickey estableció el Consorcio del Centro de la Ciudad, subsidiando estas escuelas con un fondo general de la arquidiócesis, juntando sus recursos y compartiendo sus costos. La arquidiócesis tiene supervisión fiscal directa sobre estas escuelas. Los sacerdotes del Sagrado Corazón todavía atienden las cuestiones de espiritualidad de la escuela. La Escuela del Sagrado Corazón continúa recibiendo alabanzas y honores, incluso cuando varias de las escuelas del Consorcio siguen estando bajo amenaza. Es una de las muy pocas escuelas parroquiales católicas de los Estados Unidos que sigue operando con un plan de estudios bilingüe. 